# Баррозу, Ари
Ари ди Резе́нди Барро́зу (порт. Ary de Resende Barroso, 7 ноября 1903 года, Уба, Минас-Жерайс — 9 февраля 1964 года, Рио-де-Жанейро) — бразильский композитор, пианист, футбольный комментатор и ведущий на радио и телевидении. Баррозу был наиболее успешным бразильским автором песен первой половины XX века.

## Биография
Ари Баррозу наиболее известен благодаря двум своим композициям — самбам «Aquarela do Brasil» («Brazil») и «Na Baixa do Sapateiro» («Bahia»), написанным в 1939 и 1938 году соответственно. Композиции «Brazil» и «Bahia» использованы в музыкальных мультфильмах «Салюдос Амигос» (1942 года) и «Три кабальеро» (1944 года) соответственно, оба сняты Уолтом Диснеем. Обе песни стали международными хитами и были исполнены сотнями артистов по всему миру, однако наиболее известны они в исполнении Кармен Миранды и Жуана Жилберту. В 1955 году Баррозу получил национальный орден «За заслуги» - высшая награда, вручаемая правительством Бразилии . Ари Баррозу был самым влиятельным композитором до босса-нова в Бразилии.
Его песня «Рио-де-Жанейро» (Rio de Janeiro), использованная в фильме «Бразилия» 1944 года, была в пятерке номинантов на премию Оскар за лучшую песню.
Песня «Aquarela do Brasil» была также использована в качестве главной музыкальной темы в фильме «Бразилия» 1985 года режиссёра Терри Гиллиама.
Ари Баррозу умер в 1964 году от цирроза печени. Похоронен на кладбище Святого Иоанна Крестителя в Рио-де-Жанейро.